# Adiantopsis seemannii
Adiantopsis seemannii är en kantbräkenväxtart som först beskrevs av William Jackson Hooker, och fick sitt nu gällande namn av William Ralph Maxon. Adiantopsis seemannii ingår i släktet Adiantopsis och familjen Pteridaceae. Inga underarter finns listade.